# Through the Past, Darkly (Big Hits Vol. 2)
Through The Past, Darkly (Big Hits Vol. 2) er et album fra The Rolling Stones, og det andet opsamlingsalbum som blev udgivet i 1969 kort tid efter Brian Jones afsked med bandet, og pludselige død. Through The Past, Darkly (Big Hits Vol. 2) blev derfor dedikeret til Jones.  
På grund af deres første opsamlingsalbum var blevet udgivet i to forskellige formater i England og USA indeholdt den amerikanske version hit singlerne fra den periode. 
Den engelske version indeholdte "You Better Move On", fra The Rolling Stones EP af samme navn fra 1964, og "Sittin' On A Fence", som var en sang fra Aftermath originalt udgivet i 1967 albummet Flowers i USA. Som tilføjelse til disse sange blev mange numre samlet for første gang på et engelsk album. Det var numre som: "Let's Spend the Night Together", "Ruby Tuesday", "We Love You", "Dandelion" og "Honky Tonk Women".
Begge versioner af Through The Past, Darkly (Big Hits Vol. 2) viste sig at være populære udgivelser. Den blev nummer to i England, og USA med et massivt salg. 

## Spor

### Udgivelsen i England
- Alle sangene er skrevet af Mick Jagger and Keith Richards udtaget hvor andet er påført.

#### A-side
1. "Jumpin' Jack Flash" – 3:40 
  -  Originalt udgivet som single i maj 1968.
2. "Mother's Little Helper" – 2:45
3. "2000 Light Years from Home" – 4:45
4. "Let's Spend the Night Together" – 3:36 
  -  Originalt udgivet som single i januar 1967.
5. "You Better Move On" (Arthur Alexander) – 2:39 
  -  Originalt udgivet på EPen fra 1964 The Rolling Stones.
6. "We Love You" – 4:22 
  -  Originalt udgivet som single i august 1967.

#### B-side
1. "Street Fighting Man" – 3:15
2. "She's a Rainbow" – 4:11
3. "Ruby Tuesday" – 3:16 
  -  Originalt udgivet som single i januar 1967.
4. "Dandelion" – 3:32 
  -  Originalt udgivet som single i august 1967.
5. "Sittin' on a Fence" – 3:02 
  -  Originalt udgivet på det amerikanske album Flowers i juli 1967.
6. "Honky Tonk Women" – 3:00 
  -  Originalt udgivet som single i juli 1969.

### Udgivelsen i USA

#### A-side
1. "Paint It, Black" – 3:20
2. "Ruby Tuesday" – 3:12
3. "She's a Rainbow" – 4:35
4. "Jumpin' Jack Flash" – 3:40
5. "Mother's Little Helper" – 2:40
6. "Let's Spend the Night Together" – 3:29

#### B-side
1. "Honky Tonk Women" – 3:03
2. "Dandelion" – 3:56
3. "2000 Light Years from Home" – 4:45
4. "Have You Seen Your Mother, Baby, Standing in the Shadow?" – 2:33
5. "Street Fighting Man" – 3:10